# Esposizione multipla

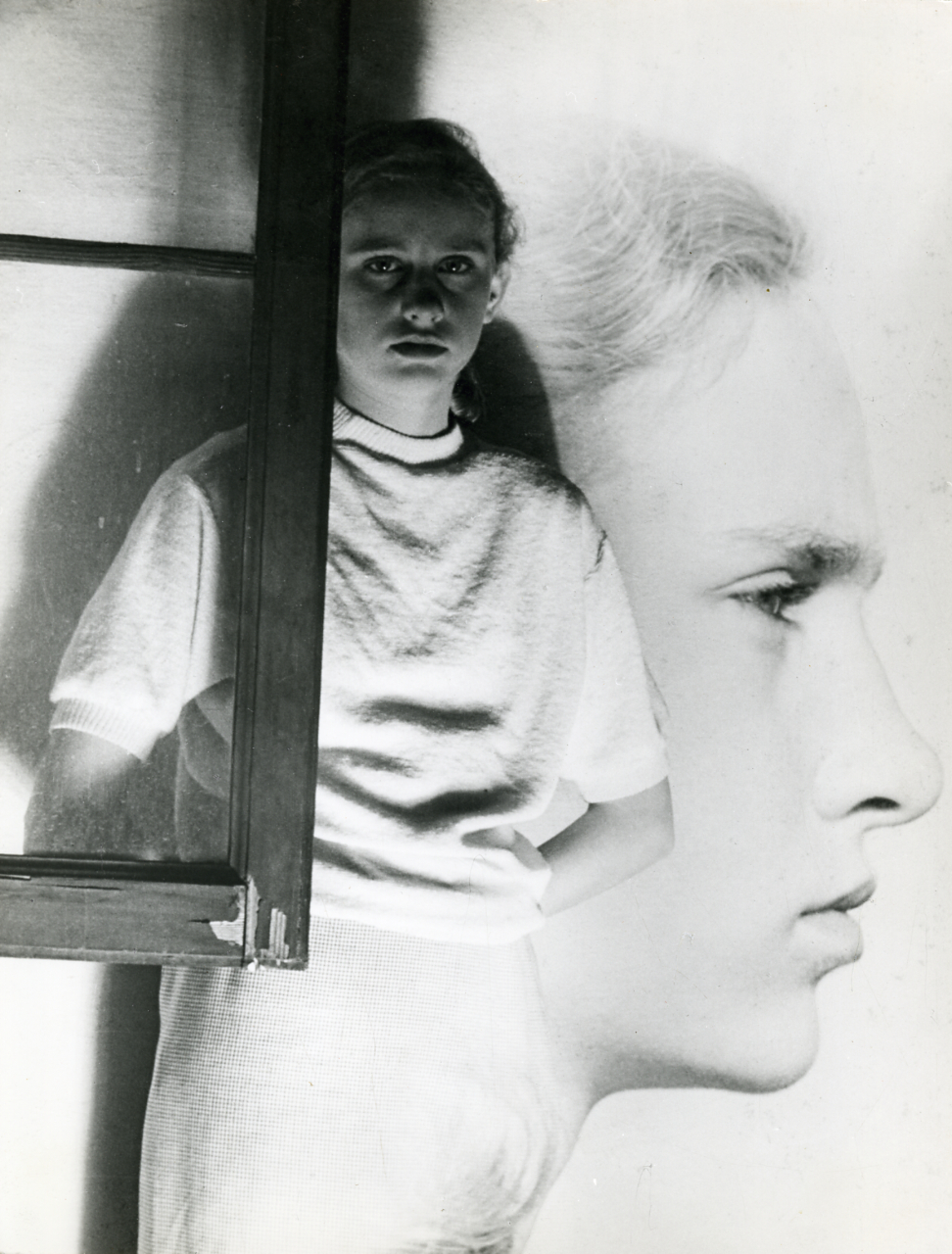
Una doppia esposizione in una foto di Paolo Monti del 1951

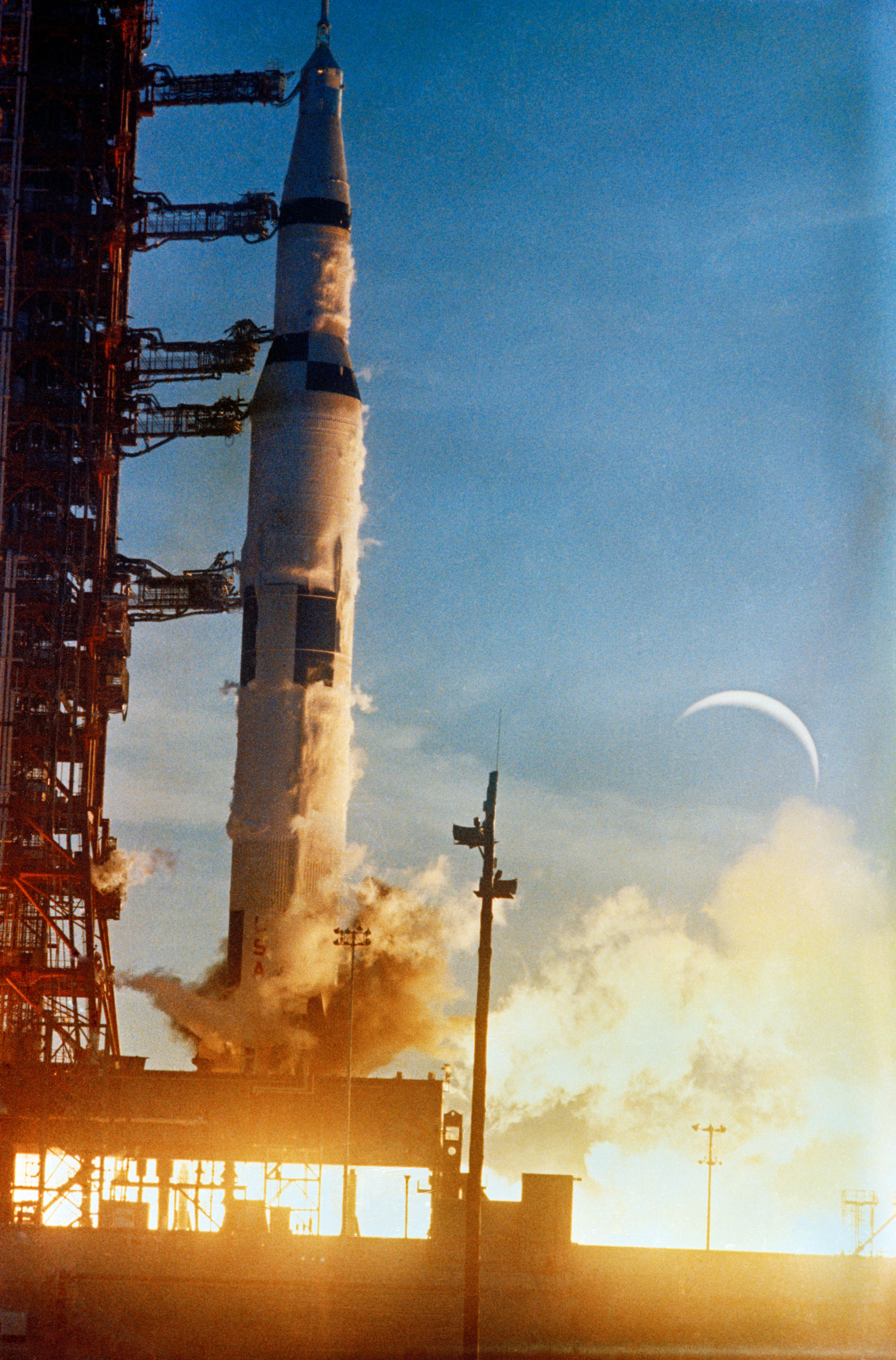
Lancio dell'Apollo 8. La foto è una doppia esposizione, poiché la luna non era visibile al momento del lancio (NASA).

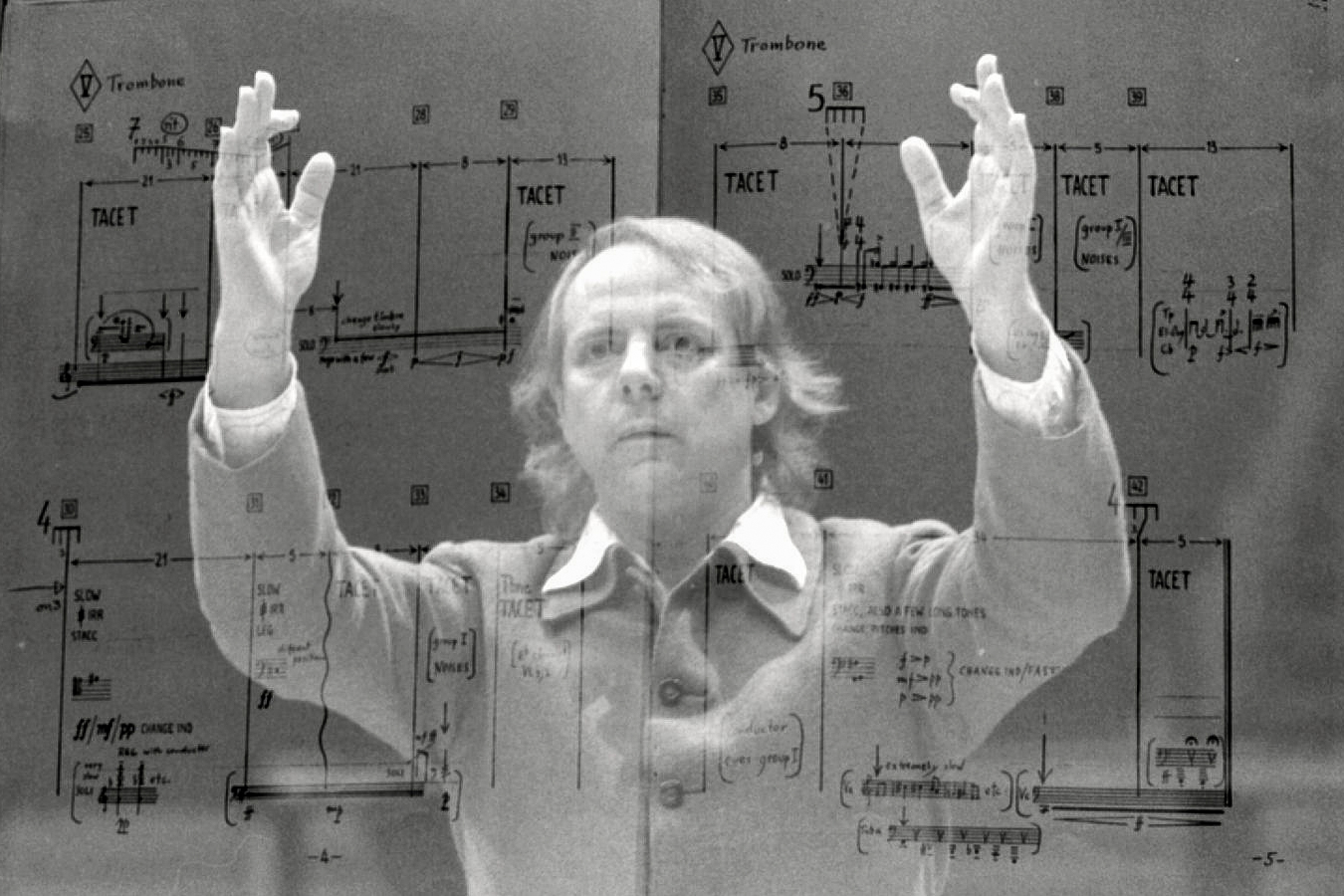
Karlheinz Stockhausen, Doppia esposizione, 1980

In cinematografia e fotografia, l'esposizione multipla consiste nella creazione di un'immagine attraverso la sovrapposizione di più immagini ottenute in diverse esposizioni. Questa tecnica può essere utilizzata per creare immagini "spettrali", per aggiungere oggetti o persone in origine assenti, o per altri generi di fotomontaggio.

## Tecniche e modalità
Le modalità con cui avviene questa sovrapposizione possono variare a seconda delle tecnologie di ripresa utilizzate.  Nella fotografia analogica, per esempio, la sovrapposizione si ottiene evitando l'avanzamento della pellicola dopo lo scatto; questo è sempre possibile nelle fotocamere con avanzamento manuale della pellicola, mentre per quelle con avanzamento automatico si richiede una esplicita funzione per disabilitare l'avanzamento, disponibile in fotocamere avanzate. Nelle fotocamere digitali il sensore deve effettuare diverse esposizioni prima di generare l'immagine digitale finale. A differenza delle sovrapposizioni effettuate direttamente nella fotocamera, dove dopo aver scelto le foto da accoppiare, è la fotocamera a decidere il risultato compositivo finale, nelle esposizioni multiple si possono scattare da due a dieci esposizioni, componendo la foto a proprio piacimento con uno schema prefissato, calcolando anche variazioni di luci ed ombre, cambiando i tempi di esposizione e diaframmi, tra uno scatto e l'altro. 
Il problema principale di questa tecnica, poiché la pellicola o il sensore vengono impressionati più volte, è il rischio di sovraesposizione. Per questo è meglio fotografare in condizioni di luce medio-bassa. Se l'intenzione è che le sovraesposizioni riprendano la stessa scena, è necessario usare un cavalletto per accertarsi che l'inquadratura non cambi fra le diverse esposizioni.
Un risultato analogo a quello ottenuto dall'esposizione multipla, ovvero la sovrimpressione di immagini su altre, può essere ottenuto anche attraverso programmi di fotoritocco, alterando l'opacità delle due immagini e sovrapponendole.
La fotografia con esposizione multipla è una procedura di rappresentazione fotografica artistica o schematica che utilizza una pluralità di immagini al posto di una sola. Tale sistema permette di superare alcune limitazioni di una singola fotografia perché consente di fotografare separatamente parti di spazio e di tempo per poi comprimerli in un'unica rappresentazione che così sarà dotata di una latitudine più grande di quella possibile con un unico scatto.
È un ampliamento del grado di libertà della fotografia d'arte che consente anche una narrazione di temi più articolata, flessibile e più simile al discorso. Questa tecnica viene anche utilizzata per confrontare determinati oggetti nel tempo, quindi analizzare come questi mutano. Un altro uso consiste ad esempio nella schematizzazione di un oggetto, fotografato nella sua interezza e con foto dettagliate delle sue parti.